# 盂蘭神功
《盂蘭神功》是一部2014年的香港電影，由張家輝自導、張家輝、劉心悠等主演，是一部靈異電影，也是張家輝首部自導自演的電影。融合了諸如《大法師》、《咒怨》、《厲陰宅》等西洋東洋電影，甚至是時事藍可兒事件等恐怖元素。

## 劇情
宗華（張家輝飾）是個香港粵劇劇團團主啸天（林威飾）之子，本來在中國大陸與女友共同經營一家出版社，卻因女友被人詐騙，出版社倒閉，血本無歸，他只好回到馬來西亞老家，住在劇團宿舍內。宗華決心放棄過去一切，重新開始，於是他心痛萬分地打了電話與女友分手。
不久，父親因為與宗華的異母妹晶晶（李元玲 飾）口角，一氣之下，心臟病發，送醫急救。宗華只好將劇團一肩扛起，擔任「代理團主」。因為宗華是個外行人，不懂得傳統規矩，也不知道如何祭拜戲臺神華光師傅、甚至在開臺戲《祭白虎》時犯了禁忌，劇團的成員都對他相當不滿，宗華對團員們的詬罵只有隱忍不發。但一日酒後與當家花旦小燕（劉心悠飾）發生一夜情，宗華愛上了小燕。本來想離開劇團的宗華，在小燕的愛情、父親的親情的雙重加持之下，決定堅持下去。
但是在劇團中的宗華並不快樂，他發現自己一直被惡整，起先他認為全部只是團員的惡作劇，所以他在各處架設監視器要找出嫌犯，但透過監視器畫面才發現這個劇團非常不對勁，天天發生靈異現象，自己也在夢遊時墜樓而膝蓋骨折，後來宗華接到他前女友因為情傷尋短的噩耗，他懷疑是跳樓的前女友冤魂作祟。
此時正值盂蘭節（即中元節），相傳陰間的亡靈將會回到陽世享用香火，故生人都會祭拜一番，並且聘請劇團演神功戲（酬神戲）以慰勞亡魂，希望亡魂不要捉弄生人。宗華的劇團也在此時受邀演出，但他們的舞臺，是四十年前火災的地點，更巧的是，當時的罹難者們是以名伶艷秋（吳家麗飾）聞名的粵劇劇團，是他們的老同行...
宗華本來打算停止演出，卻遭戲班成員批判，只好勉強從眾，但排練時，所有人被冤魂們附身，持著道具鬥毆，宗華父親搬出了華光師傅神像，要袪邪除魔，誰知鬼魂太多，怨念太深，神靈也不堪負荷，神像被毀為碎片。一陣自相殘殺後，只剩下宗華與父親倖存，這時冤魂們控制了父親的軀體，要殺宗華。宗華大罵，要冤魂們衝著自己來，不要欺凌父親，冤魂於是爭相進入宗華的身體，宗華捨身救父，拿起神像的碎片，自刺心臟而亡，救回父親一命。                                   
原來艷秋是宗華的母親，當年生下宗華後，與宗華的父親分手，跑到另一個戲班發展。但艷秋因傷被替換，所以獻身於班主，想要繼續扮演花旦，班主本來應允，卻因又交往了另一名年輕女演員，將豔秋始亂終棄，連花旦的角色也給了新歡。艷秋一怒之下，縱火燒了戲班，自己也遭到冤魂纏身而自盡。由於宗華恰好是艷秋之子，因而受到這個戲班的冤魂們報復。
最末一幕，由於宗華與劇團成員全部死亡，宗華的父親只好自己粉墨登場，將「盂蘭神功戲」作完，正扮演時，見到底下滿滿人潮，都是亡魂，而宗華與小燕也在臺下携手凝望著。

## 主要演員
| 演員   | 角色 | 備註                                                             |
| ------ | ---- | ---------------------------------------------------------------- |
| 張家輝 | 宗華 | 粵劇劇團團主啸天之子，因在中國大陸生意失敗，回鄉繼承父親的劇團。 |
| 劉心悠 | 小燕 | 劇團當家花旦。                                                   |
| 林威   | 嘯天 | 劇團團主，宗華、晶晶之父。                                       |
| 李元玲 | 晶晶 | 嘯天之女、宗華的異母妹。時常頂撞嘯天。                           |
| 吴家丽 | 豔秋 | 嘯天之妻，宗華之母，曾為知名花旦。                               |
| 狄妃   | 阿敏 | 劇團第二花旦。                                                   |

## 票房
台灣方面，最終票房1500萬元新台幣。

## 資料來源
1. ↑  張家輝對不起觀眾　開金嗓唱給你聽,2015.11.12

## 外部連結
- 盂蘭神功的Facebook專頁
- 《盂蘭神功 （页面存档备份，存于）》在香港雅虎的電影頁面（繁體中文）
- Yahoo奇摩電影上《盂蘭神功》的資料（繁體中文）
- 開眼電影網上《盂蘭神功》的資料（繁體中文）
- 香港影庫上《盂蘭神功》的資料（繁體中文）
- 时光网上《盂蘭神功》的資料（简体中文）
- 豆瓣电影上《盂蘭神功》的資料 （简体中文）
- 爛番茄上《盂蘭神功》的資料（英文）
- AllMovie上《盂蘭神功》的资料（英文）
- 互联网电影数据库（IMDb）上《盂蘭神功》的资料（英文）